# صوت إسرائيل

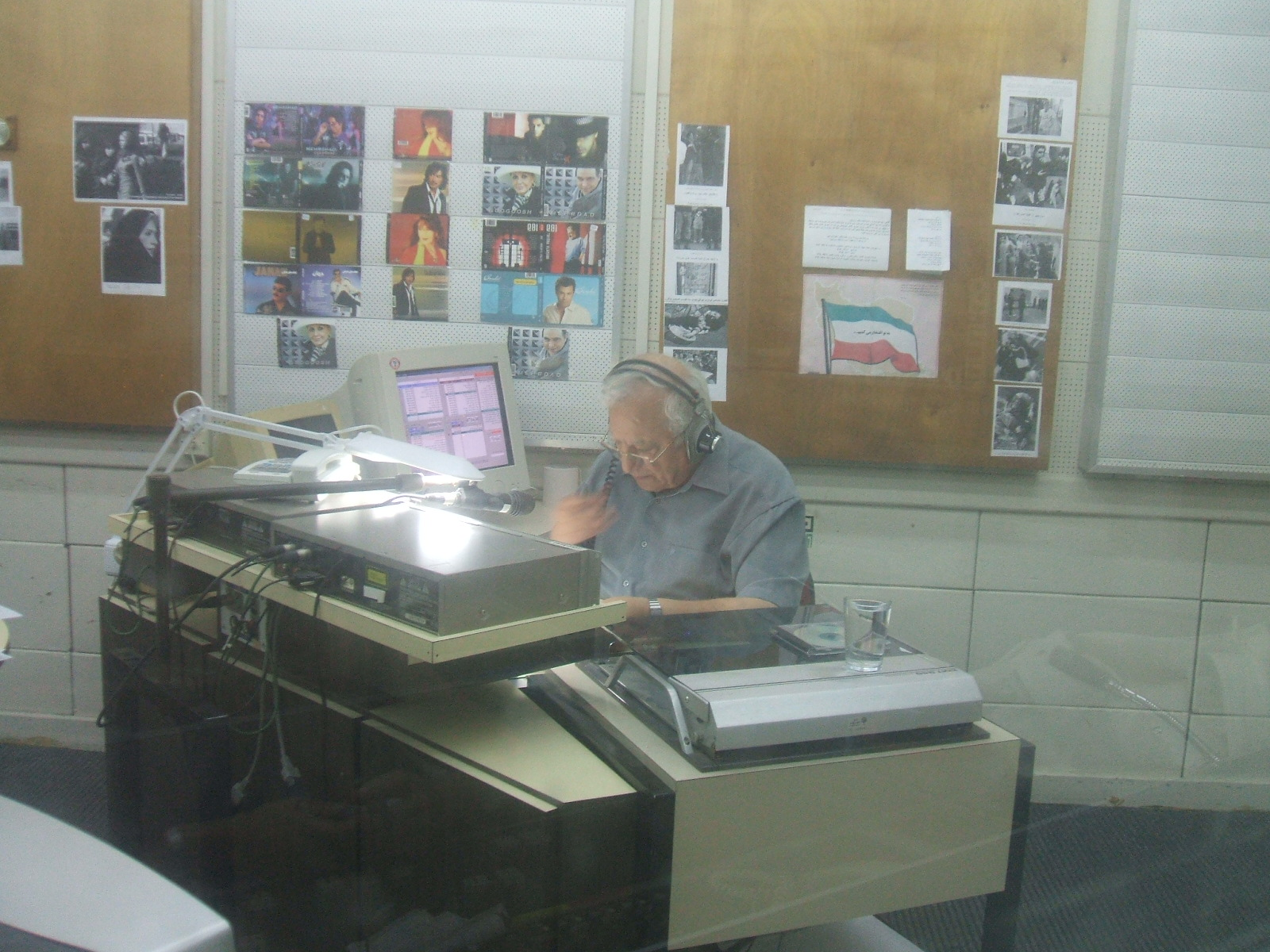
استوديو صوت إسرائيل باللغة الفارسية

إذاعة صوت إسرائيل (باللغة العبرية: קול ישראל ويلفظ كول يسراييل) هي الإذاعة العامة لدولة إسرائيل، وهي تعمل على ست موجات عبرية إضافة إلى موجات بعدّة لغات أخرى ومنها الإنجليزية والفرنسية والإسبانية والعربية والفارسية.
إذاعة صوت إسرائيل تتبع للسلطة الإسرائيلية للإذاعة والتلفزيون، وهي مؤسسة عمومية تخضع لإشراف لجنة إدارية تمثل مختلف قطاعات المجتمع الإسرائيلي والتيارات السياسية. وتبث الإذاعة برامجها من استوديوهات في القدس وتل أبيب وحيفا وبئر السبع.
ويعمل في القسم العربي للإذاعة نحو 120 موظفا يهوديا و عربيا وأبرزهم ايمان القاسم سليمان سماح حسنين بكرية رائد ذياب محمد بكرية .

## وصلات خارجية
- موقع صوت إسرائيل بالعربية نسخة محفوظة 7 مارس 2016 على موقع واي باك مشين.